# Grote Prijs Stad Zottegem 1999
Il Grote Prijs Stad Zottegem 1999, sessantaquattresima edizione della corsa, si svolse il 17 agosto 1999 su un percorso di 184 km, con partenza e arrivo a Zottegem. Fu vinto dal belga Étienne De Wilde della Spar-RDM davanti ai suoi connazionali Gert Vanderaerden e Wilfried Peeters.

## Ordine d'arrivo (Top 10)
| Pos. | Corridore              | Squadra                     | Tempo    |
| ---- | ---------------------- | --------------------------- | -------- |
| 1    | Étienne De Wilde       | Spar-RDM                    | 4h07'26" |
| 2    | Gert Vanderaerden      | Palmans-Ideal               |          |
| 3    | Wilfried Peeters       | Mapei-Quick Step            |          |
| 4    | Erwin Thijs            | Team Cologne                |          |
| 5    | Stive Vermaut          | Vlaanderen 2002-Eddy Merckx |          |
| 6    | Jans Koerts            | Team Cologne                |          |
| 7    | Johan Museeuw          | Mapei-Quick Step            |          |
| 8    | Geert Omloop           | Spar-RDM                    |          |
| 9    | Bekim Leif Christensen | Team EC/Bayer               |          |
| 10   | Peter Van Petegem      | TVM-Farm Frites             |          |